# 内存模块

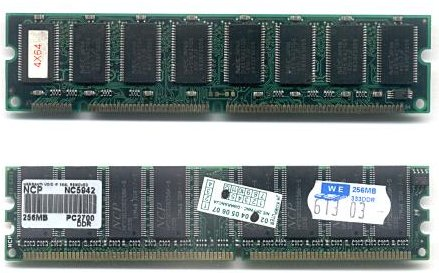
两种双列直插式内存模块（DIMM）：168针SDRAM模块（上方）与184针DDR SDRAM模块（下方）。

内存模块（memory module）是一种装有内存集成电路的印刷电路板。内存模块可以轻松安装到个人电脑、工作站和服务器等计算机的电子系统中以及进行更换。最初的内存模块采用专有设计，只能用于特定制造商制造的特定计算机型号。不久后，内存模块由JEDEC等组织进行了标准化，可以在任何遵循相关设计的系统中使用。
内存模块的类型包括：
- TransFlash Memory Module
- SIMM
- DIMM，双列直插式内存模块
  - Rambus内存模块是DIMM的一个子集，通常称为RIMM
  - SO-DIMM，笔记本电脑使用的小外形DIMM

计算机内存模块的特征差异包括：电压、容量、速度（比特率）和外形规格。